# Herstadberg
Herstadberg – miejscowość (tätort) w Szwecji, w regionie administracyjnym (län) Östergötland, w gminie Norrköping.
Według danych Szwedzkiego Urzędu Statystycznego liczba ludności wyniosła: 236 (31 grudnia 2015), 234 (31 grudnia 2018) i 229 (31 grudnia 2019).